# Dušan Tadić
Dušan Tadić (em sérvio, Душан Тадић, pronounciado [dǔʃan tǎdiːtɕ, – tǎːditɕ]; Bačka Topola, 20 de novembro de 1988) é um futebolista sérvio que atua como ponta-esquerda e meia-atacante. Atualmente, defende o Al-Wahda.

## Carreira

### FK Vojvodina
Dušan Tadić cresceu aprimorando suas habilidades dentro das categorias de base do clube de sua cidade natal, conhecido como AIK Bačka Topola. Eventualmente, ele assinou um contrato profissional com FK Vojvodina e jogou suas primeiras partidas oficiais na Meridian SuperLiga, com apenas 18 anos. No clube ganhou experiências valiosas jogando contra grandes equipes, de patamares superiores e jogando quase quatro temporadas completas sem quaisquer lesões. Seu potencial em grandes jogos europeus foi destacado na fase de qualificação da Liga Europa da UEFA de 2009–10, quando marcou um gol contra o Austria Wien, com apenas 20 anos de idade.

### Groningen
Em 2010, o FK Vojvodina vendeu Dušan Tadić ao Groningen da Holanda para o equivalente a € 1.230.000. Foi o terceiro melhor em assistências da Europa na temporada 2010-11. No ano de 2012 foi vendido ao também holandês Twente.

### Twente
Em 10 de abril de 2012, foi anunciado que Tadić fechou contrato com o Twente, em uma transação que girou em torno de € 7.700.000. Em seu jogo de estreia em 12 de agosto de 2012, ele marcou dois gols contra seu ex-clube.

### Southampton
Tadić tornou-se a primeira contratação do novo treinador do Southampton, Ronald Koeman, em 8 de julho de 2014, assinando um contrato de quatro anos. Foram pagos cerca de £ 10.900.000.
Tadić deixou o Southampton ao fim da temporada 2017-18, ele e marcou 23 gols em 162 partidas pelo clube.

### Ajax
Em 27 de junho de 2018, Ajax contratou  Dusan Tadic  por cerca de 11,4 milhões de euros mais 2,3 em variáveis, ele assinou um contrato de 4 anos, tornando-se a terceira contratação mais cara da história do clube.
Tadić rapidamente se tornou um titular em Amsterdã ele fez os 34 jogos da temporada e com 13 assistências e 28 gols de sua própria autoria, ele contribuiu para ganhar a Eredivisie. Pela terceira vez na carreira, ele deu o maior número de assistências na Eredivisie e também foi o artilheiro do campeonato com seus gols. Além disso, Tadić venceu o KNVB-Beker com o Ajax após uma vitória por 4-0 na final contra o Willem II Tilburg.
Na temporada 2019/20, e devido à pandemia de COVID-19, a temporada foi cancelada e não houve campeão. Até então, Tadić havia marcado onze gols no campeonato e marcado mais 15 assistências.
Na temporada 2020/21, o Ajax conquistou novamente a bicampeonato e Tadić marcou 14 gols e deu 17 assistências no Campeonato Holandês, e na Copa KNVB, ele marcou 5 gols em 3 jogos e contribuiu para a dupla coroa.
Em sua última temporada pelo Ajax, Tadić fez 57 jogos com 13 gols e deu 26 assistências.
Em 14 de julho de 2023, Dusan Tadić rescindiu contrato com o Ajax, ele marcou 105 golos em 241 jogos pelo Ajax e conquistou seis títulos.

### Fenerbahçe
Em julho de 2023, o Fenerbahçe confirmou a contratação de Dušan Tadić. O sérvio assinou um contrato válido por duas temporadas com o clube de Istambul.

### Al-Wahda
No dia 8 de agosto de 2025, Tadić, que estava sem clube desde desde o final da temporada anterior, foi anunciado como reforço do Al-Wahda, dos Emirados Árabes Unidos.

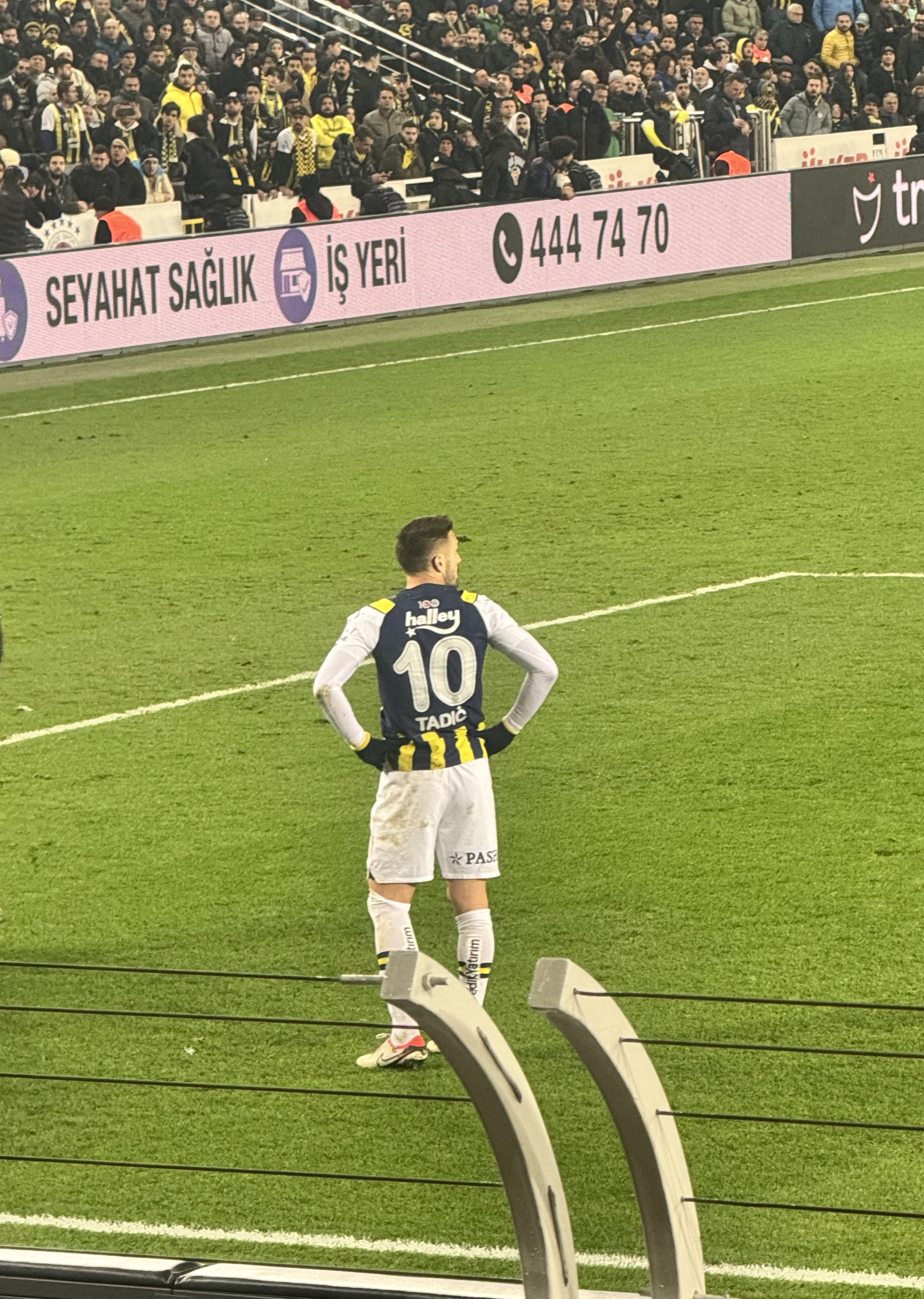
Dušan Tadić, Fenerbahçe v. Ankaragücü (28.01.2024).

## Seleção Sérvia
Tadić foi convocado pela primeira para integrar a seleção da Sérvia em 2008, aos 19 anos.
Tadić marcou seu primeiro gol pela seleção do seu país no jogo das Eliminatórias da Copa do Mundo de 2014, contra a Seleção Galesa de Futebol em 12 de setembro de 2012, em uma vitória por 6-1.

## Estatísticas
Atualizado até 24 de março de 2023.

### Clubes
| Equipe            | Temporada         | Campeonato nacional | Campeonato nacional | Campeonato nacional | Copa nacional | Copa nacional | Copa nacional | Competições continentais | Competições continentais | Competições continentais | Outros torneios | Outros torneios | Outros torneios | Total | Total | Total   |
| Equipe            | Temporada         | Jogos               | Gols                | Assist.             | Jogos         | Gols          | Assist.       | Jogos                    | Gols                     | Assist.                  | Jogos           | Gols            | Assist.         | Jogos | Gols  | Assist. |
| ----------------- | ----------------- | ------------------- | ------------------- | ------------------- | ------------- | ------------- | ------------- | ------------------------ | ------------------------ | ------------------------ | --------------- | --------------- | --------------- | ----- | ----- | ------- |
| Vojvodina         | 2006–07           | 23                  | 3                   | 0                   | 5             | 1             | 0             | —                        | —                        | —                        | —               | —               | —               | 28    | 4     | 0       |
| Vojvodina         | 2007–08           | 28                  | 7                   | 3                   | 1             | 0             | 0             | 3                        | 0                        | 0                        | —               | —               | —               | 32    | 7     | 3       |
| Vojvodina         | 2008–09           | 29                  | 9                   | 5                   | 1             | 0             | 0             | 2                        | 0                        | 0                        | —               | —               | —               | 32    | 9     | 5       |
| Vojvodina         | 2009–10           | 27                  | 10                  | 9                   | 5             | 0             | 0             | 2                        | 1                        | 0                        | —               | —               | —               | 34    | 11    | 9       |
| Vojvodina         | Total             | 107                 | 29                  | 17                  | 12            | 1             | 0             | 7                        | 1                        | 0                        | —               | —               | —               | 126   | 31    | 17      |
| Groningen         | 2010–11           | 34                  | 7                   | 17                  | 3             | 0             | 0             | —                        | —                        | —                        | 4               | 0               | 4               | 41    | 7     | 21      |
| Groningen         | 2011–12           | 34                  | 7                   | 9                   | 1             | 0             | 0             | —                        | —                        | —                        | —               | —               | —               | 35    | 7     | 9       |
| Groningen         | Total             | 68                  | 14                  | 26                  | 4             | 0             | 0             | —                        | —                        | —                        | 4               | 0               | 4               | 76    | 14    | 30      |
| Twente            | 2012–13           | 33                  | 12                  | 15                  | 1             | 0             | 0             | 13                       | 3                        | 4                        | 4               | 1               | 1               | 51    | 16    | 20      |
| Twente            | 2013–14           | 33                  | 16                  | 14                  | 1             | 0             | 0             | —                        | —                        | —                        | —               | —               | —               | 34    | 16    | 14      |
| Twente            | Total             | 66                  | 28                  | 29                  | 2             | 0             | 0             | 13                       | 3                        | 4                        | 4               | 1               | 1               | 85    | 32    | 34      |
| Southampton       | 2014–15           | 31                  | 4                   | 7                   | 6             | 1             | 1             | —                        | —                        | —                        | —               | —               | —               | 37    | 5     | 8       |
| Southampton       | 2015–16           | 34                  | 8                   | 12                  | 3             | 0             | 1             | 3                        | 1                        | 0                        | —               | —               | —               | 40    | 9     | 13      |
| Southampton       | 2016–17           | 33                  | 3                   | 5                   | 6             | 0             | 1             | 5                        | 0                        | 1                        | —               | —               | —               | 44    | 3     | 7       |
| Southampton       | 2017–18           | 36                  | 6                   | 3                   | 5             | 1             | 1             | —                        | —                        | —                        | —               | —               | —               | 41    | 7     | 4       |
| Southampton       | Total             | 134                 | 21                  | 27                  | 20            | 2             | 4             | 8                        | 1                        | 1                        | —               | —               | —               | 162   | 24    | 32      |
| Ajax              | 2018–19           | 34                  | 28                  | 13                  | 4             | 1             | 2             | 18                       | 9                        | 8                        | —               | —               | —               | 56    | 38    | 23      |
| Ajax              | 2019–20           | 25                  | 11                  | 14                  | 4             | 2             | 2             | 12                       | 3                        | 3                        | 1               | 0               | 0               | 42    | 16    | 19      |
| Ajax              | 2020–21           | 34                  | 14                  | 17                  | 5             | 3             | 2             | 12                       | 5                        | 5                        | —               | —               | —               | 51    | 22    | 24      |
| Ajax              | 2021–22           | 34                  | 13                  | 19                  | 3             | 1             | 2             | 7                        | 2                        | 1                        | 1               | 0               | 0               | 45    | 16    | 22      |
| Ajax              | 2022–23           | 26                  | 8                   | 16                  | 3             | 1             | 2             | 7                        | 0                        | 1                        | 1               | 0               | 0               | 37    | 9     | 19      |
| Ajax              | Total             | 153                 | 74                  | 79                  | 19            | 8             | 10            | 56                       | 19                       | 18                       | 3               | 0               | 0               | 231   | 101   | 107     |
| Total na carreira | Total na carreira | 528                 | 166                 | 178                 | 57            | 11            | 14            | 84                       | 24                       | 23                       | 11              | 1               | 5               | 680   | 202   | 220     |

## Títulos
Ajax
- Eredivisie: 2018–19, 2020–21, 2021–22
- Copa dos Países Baixos: 2018–19, 2020–21
- Supercopa dos Países Baixos: 2019

### Prêmios individuais
- Futebolista Sérvio do Ano: 2016, 2019, 2021
- Jogador do Mês da Eredivisie: Março de 2019
- Equipe do Ano da Eredivisie: 2013–14, 2018–19, 2020–21
- Jogador do Ano da Eredivisie: 2020–21
- Futebolista Neerlandês do Ano: 2020–21

### Artilharias
- Eredivisie de 2018–19 (28 gols)

### Líder de assistências
- Eredivisie de 2010–11 (17 assistências)
- Eredivisie de 2013–14 (14 assistências)
- Eredivisie de 2018–19 (13 assistências)
- Eredivisie de 2019–20 (14 assistências)
- Eredivisie de 2020–21 (17 assistências)
- Eredivisie de 2021–22 (19 assistências)